# Подлые люди
По́длые лю́ди (по́длый люд) — словосочетание, применявшийся в XVIII — начале XIX столетия в России, в том числе в ряде законодательных актов, по отношению к низшим слоям населения, в частности, «обретающимся в наймах и чёрных работах».
В различных источниках встречаются разночтения относительно расширительного толкования данного словосочетания.
Так, одни говорят, что под подлыми людьми имеются в виду «неподатные сословия», причём, ссылаясь на «Регламент Главного магистрата» (1721) считают подлыми людьми один из слоёв городского населения, то есть «нерегулярных» городских обывателей, не входивших в состав мещанства.
А другие, напротив, относят подлых людей к «податному крестьянскому сословию».
В словаре Даля в статье «Подлый» читаем: «о человеке, сословии: из черни, тёмного, низкого рода-племени, из рабов, холопов, крепостного сословья».

## Этимологияисемантика
Нередко в словарях русского языка отмечается, что понятие «подлые люди» и само слово «подлый», буквально обозначавшее «низший», «первоначально … употреблялось как термин, без бранного оттенка».
Однако это не совсем так. Слово «подлый» в русском языке не было свободно от презрительной коннотации, так как при своём появлении оно носило отпечаток классовой, дворянской оценки простого народа. В некоторых областных народных говорах слово «подлый» употреблялось в значении: «бедный» (пермский, соликамский, чердынский говоры).
Слово «подлый» вошло в русский литературный язык в XVII в. из украинского, в котором закрепилось в XVI в. под влиянием польского языка (ср. пол. podły, podłosć). Как писал М. О. Коялович, слово «шляхетство» «перешло к нам при Петре из Польши и повлекло за собою и свой антитез — подлый народ». Так, например, ещё в 1729 году А. Д. Кантемир писал: «Гнусно дворянину завидовать благополучию подлейших себя». В «Записках» княгини Н. Б. Долгорукой (1767): «С вами будут поступать, как с подлыми»; «ему казалось подло с нами и говорить». В своей статье «В ответ А. С. Хомякову» (1838) И. В. Киреевский тоже указывал на то, что применение слова «подлый» к народу занесено в дворянский язык XVII−XVIII вв. с Запада.
И. Г. Прыжов в своей «Истории кабаков в России в связи с историей русского народа» (1868) относит распространение слова «подлый» к началу XVIII в. Он говорит о новом, модном в XVIII в. слове «подлый», применяемом ко всему народному: подлые люди — народ, подлая речь — речь народа. «Пьянство — писал Болтин, — вовсе истребилося у обществе людей благородных… Подлые люди и поныне пьяных напитков употребляют».
Но уже к концу XVIII в. под влиянием растущего интереса к народу, под влиянием либеральных идей нейтральное значение «социально низкий» в слове «подлый» постепенно ослабляется и начинает усиливаться негативная коннотация.
У И. Н. Болтина в «Примечаниях на Историю Леклерка» (1788) отзыв о былинах, старинных песнях: «песнях подлых, без всякого складу и ладу. Подлинно таковые песни изображают вкус тогдашнего века, но не народа, а черни, людей безграмотных, и, может быть, бродяг, кои ремеслом сим кормилися, что слагая таковые песни, пели их для испрошения милостыни».
Симптоматична отповедь со стороны «Северного вестника» (1804) реакционно-дворянскому журналу «Патриот», издававшемуся В. В. Измайловым: «Выражение подлый язык есть остаток несправедливости того времени, когда говорили и писали подлый народ; но ныне, благодаря человеколюбию и законам, подлого народа и подлого языка нет у нас! а есть, как и у всех народов, подлые мысли, подлые дела. Какого бы состояния человек ни выражал сии мысли, это будет подлый язык, как, напр[имер]: подлый язык дворянина, купца, подьячего, бурмистра и т. д.». Однако, как указал проф. Е. Ф. Будде, возражая на статью Я. К. Грота «Карамзин в истории русского литературного языка», слово «подлый» в значении «низкого звания», «простого сословия» употреблялось ещё до 20-х годов XIX в.
В толковом словаре русского языка, издававшемся в конце XVIII−первой половине XIX в. специально для этого созданной в 1783 году Академией Российской (с 1841 — II Отделение Императорской Санкт-Петербургской Академии Наук), работы по составлению которого были начаты ещё под руководством М. В. Ломоносова в Санкт-Петербургской Академии наук, значения слова подлый со временем меняются:
1-е издание (1789−1794)
1) о роде (происхождении) — «низкого происхождения, худородный» и приводит пример «Он произошёл от подлых родителей»;
2) о поведении — «нечестно поступающий, заслуживающий презрения» и приводит примеры употребления «Подлая душа… Подлые намерения, поступки».
2-е издание (1806−1822)
Подлость…
1) говоря о роде: «низкость, худородие»;
2) «свойство, качество или состояние того, кто подлую душу имеет, поступает низко, презрения достойно. В подлости воспитан и подлостию помрачает благородное звание».
3-е издание (1847)
В словаре 1847 г. эти значения переставлены. Активным, употребительным признаётся уже морально-оценочное: «низкий, бесчестный» («Клевета есть подлое дело. Подлые поступки»). Второе же значение определяется как «принадлежащий к черни, к простонародию» — и поясняется выражением «подлый народ».